# Арабські середньовічні джерела про Східну Європу
Арабські середньовічні джерела — твори арабських середньовічних географів та істориків про землі Східної Європи.
Поширення в Арабському халіфаті світської освіти і науки, залучення до вжитку античної спадщини привели до розквіту в арабів астрономії, географії та історії як основних засобів пізнання навколишнього світу. Зовнішньо-політичні й торгові контакти Арабського халіфату сприяли ознайомленню ісламського світу з теренами Східної Європи. Її географічні контури були окреслені в творах астрономів і географів Абу-л-Фіди, ал-Біруні (973—1048), ал-Хорезмі, ал-Фаргані, ал-Ідрісі.
Перші згадки про Слов'ян давніх (ас-сакаліб) належать до 7–8 ст. (ал-Ахталь, бл. 640—710), частина з них була узагальнена і доповнена в працях учених 9–10 ст. ат-Табарі (839—923), ал-Балагурі (п. 892), ал-Куфі (п. 926) — оповідь про похід полководця Марвана ібн Мухаммада в глиб володінь Хозарського каганату на Північному Кавказі (737), де він зіткнувся зі слов'янами, які жили по берегах «річки слов'ян». Ал-Якубі (9 ст.) сповіщає, що в боротьбі з військами арабів горці Кавказу звернулися по допомогу до правителя слов'ян.
Перші згадки про русів містяться в працях ас-Са'алібі (961—1038), Ібн Хордадбеха, Ібн ал-Факіха. Крім повідомлень про відвідування купцями-росами Багдада, до нас дійшла серія повідомлень про «острів русів» (у творах Ібн Русте, Гардізі, ал-Мукаддасі). Окрему групу свідчень про русів становить оповідь про три групи (види) русів (ас-Славійа, Куйаба, ал-Арсанія) в ал-Істахрі, Ібн Хаукаля, ал-Балхі (10 ст.). Проблему локалізації цих груп остаточно не вирішено. Твори ал-Масуді, ас-Сабі, Ібн Ісфендійара, Ібн Міскавейха (п. 1030) оповідають про походи русів на Кавказ і до Каспійського моря 10–11 ст.
В Йахії Антіохійського, Абу Шуджи знаходимо повідомлення про Хрещення Київської Русі. Серед арабських мандрівників, які залишили описи своїх подорожей по Східній Європі, — Ібрагім ібн-Фадлан, Ібн Й'акуб, ал-Гарнаті. В історичних творах Ібн ал-Асіра (1160—1234) оповідається про західний похід монголо-татарів і про битву на річці Калка (див. Битва на Калці 1223). Досягнення арабських географів та істориків знайшли своє продовження в творах перських і турецьких вчених пізнього середньовіччя.